# Пулман (Западна Вирџинија)
Пулман (енгл. Pullman) град је у америчкој савезној држави Западна Вирџинија.

## Демографија
По попису из 2010. године број становника је 154, што је 15 (-8,9%) становника мање него 2000. године.
| Група             | 2000.       | 2010.       |
| Белци             | 166 (98,2%) | 153 (99,4%) |
| Афроамериканци    | 1 (0,6%)    | 0 (0,0%)    |
| Азијати           | 2 (1,2%)    | 0 (0,0%)    |
| Хиспаноамериканци | 0 (0,0%)    | 0 (0,0%)    |
| Укупно            | 169         | 154         |